# Epimetheus
Epimetheus (altgriechisch Ἐπιμηθεύς Epimētheús, deutsch ‚der danach Denkende‘) ist in der griechischen Mythologie der Bruder von Prometheus, ebenso wie dieser ein Sohn des Iapetos.

## Mythos
Epimetheus erhielt von Zeus die wunderschöne Pandora, die von Hephaistos aus Lehm geschaffene erste Frau, welche die nach ihr benannte Büchse der Pandora mitbrachte. Diese war von jedem Olympier mit einer besonderen Gabe gefüllt worden, die – bis auf die Hoffnung – alle verderbenbringend waren. Die Plagen waren von Zeus als Bestrafung der Menschen für den Raub des Feuers durch Prometheus gedacht. Der warnte seinen Bruder Epimetheus zwar, niemals ein Geschenk der Götter anzunehmen, um den Menschen nicht zu schaden. Epimetheus hörte jedoch nicht auf die Warnung und, betört von ihrer Schönheit, heiratete er Pandora. Sie öffnete die Büchse und ließ damit alle Plagen, die sich in der Büchse befanden, auf die Menschheit los. Bevor die Hoffnung, die einzig positive Gabe, welche sich ganz unten in der Büchse befand, entweichen konnte, verschloss sie (möglicherweise auch Epimetheus) diese wieder, woraufhin alles Übel über die Menschheit kam.
Dem Epimetheus gebar Pandora die Tochter Pyrrha. So wurde er mit Prometheus zum Ahnherrn der neuen Menschheit nach der großen Flut.
Epimetheus wird auch in Platons Dialog Protagoras behandelt (320d–322a).